# Båtafjorden
Båtafjorden este o arie protejată (arie de protecție specială avifaunistică — SPA) din Suedia întinsă pe o suprafață de 255,1 ha, integral pe uscat.

## Localizare
Centrul sitului Båtafjorden este situat la coordonatele 57°14′47″N 12°08′17″E / 57.2464°N 12.1381°E.

## Înființare
Situl Båtafjorden a fost declarat arie de protecție specială avifaunistică în aprilie 2004 pentru a proteja 11 specii de animale.

## Biodiversitate
Situată în ecoregiunile continentală și marină Atlantică, aria protejată nu include niciun habitat protejat.
La baza desemnării sitului se află mai multe specii protejate de  păsări (11): Calidris alpina schinzii, erete de stuf (Circus aeruginosus), erete vânăt (Circus cyaneus), șoim de iarnă (Falco columbarius), sitar de mal nordic (Limosa lapponica), notatița cu ciocul subțire (Phalaropus lobatus), bătăuș (Philomachus pugnax), ploier auriu (Pluvialis apricaria), ciocântors (Recurvirostra avosetta), chiră mică (Sterna albifrons), fluierar de mlaștină (Tringa glareola).